# Miramar (Tabasco)
Miramar es una localidad del municipio de Centro ubicado en la subregión centro del estado mexicano de Tabasco.

## Geografía
La localidad de Miramar se sitúa en las coordenadas geográficas 18°08′05″N 92°45′38″O / 18.134722, -92.760556, a una elevación de 2 metros sobre el nivel del mar.

## Demografía
Según el Censo de Población y Vivienda 2020, efectuado por el Instituto Nacional de Estadística y Geografía, la localidad de Miramar tiene 1,399 habitantes, de los cuales 713 son del sexo masculino y 686 del sexo femenino. Su tasa de fecundidad es de 2.36 hijos por mujer y tiene 280 viviendas particulares habitadas.
| Gráfica de evolución demográfica de Miramar entre 1940 y 2020 |
|                                                               |
| INEGI.                                                        |